# Musée ferroviaire de la gare de Paveliets
Le Musée ferroviaire de la gare de Paveliets est à Moscou. Les locomotives, maquettes et vitrine sont exposées à l'intérieur des bâtiments proches de la Gare de Paveliets.
Il accueille le train funéraire de Lénine, ce qui lui donne aussi son nom, ouvrant en 1948, il ne fut ré-ouvert au public qu'en 2012[pas clair].

## Galerie de photographies

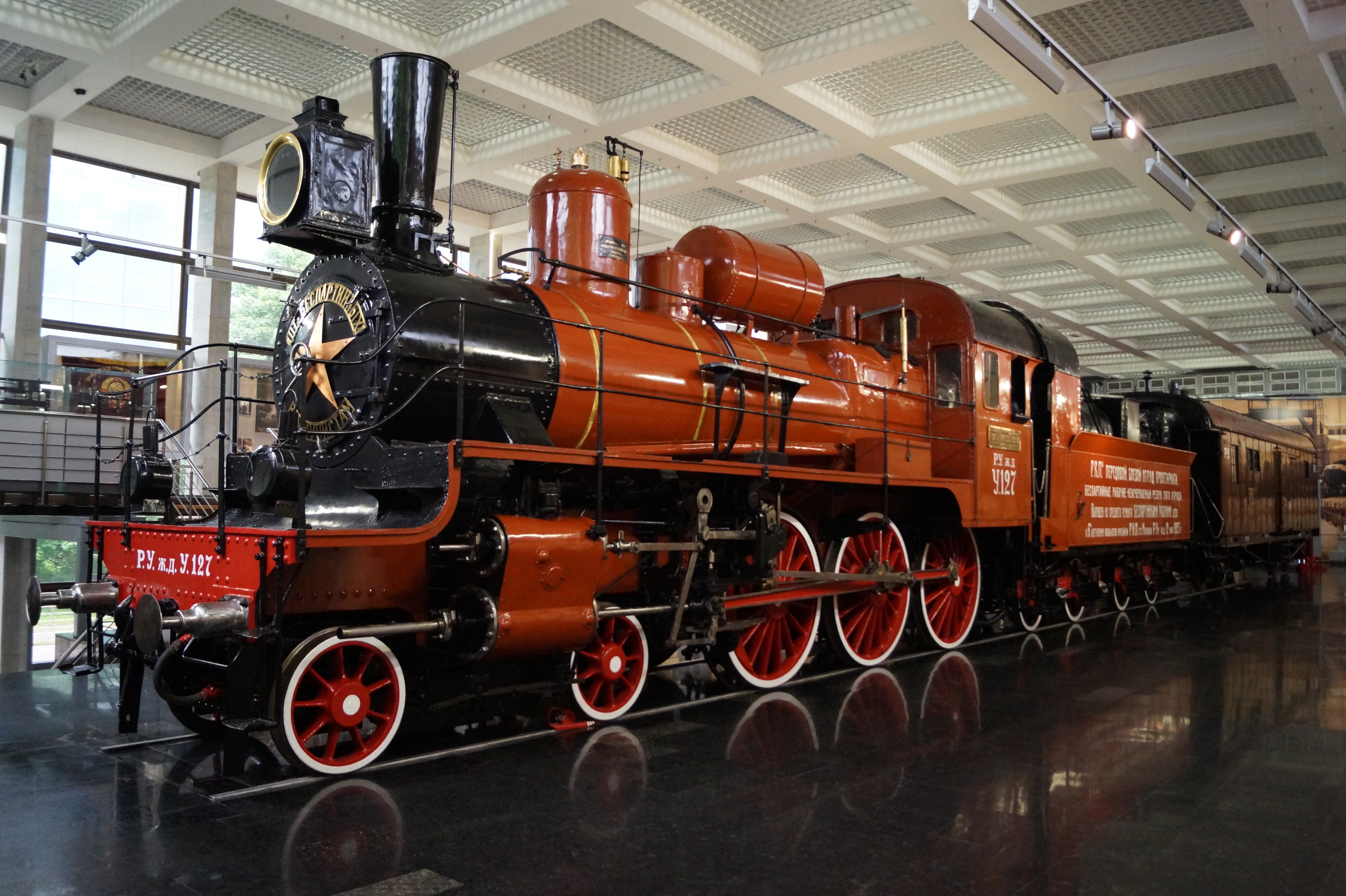
Le train funéraire de Lénine
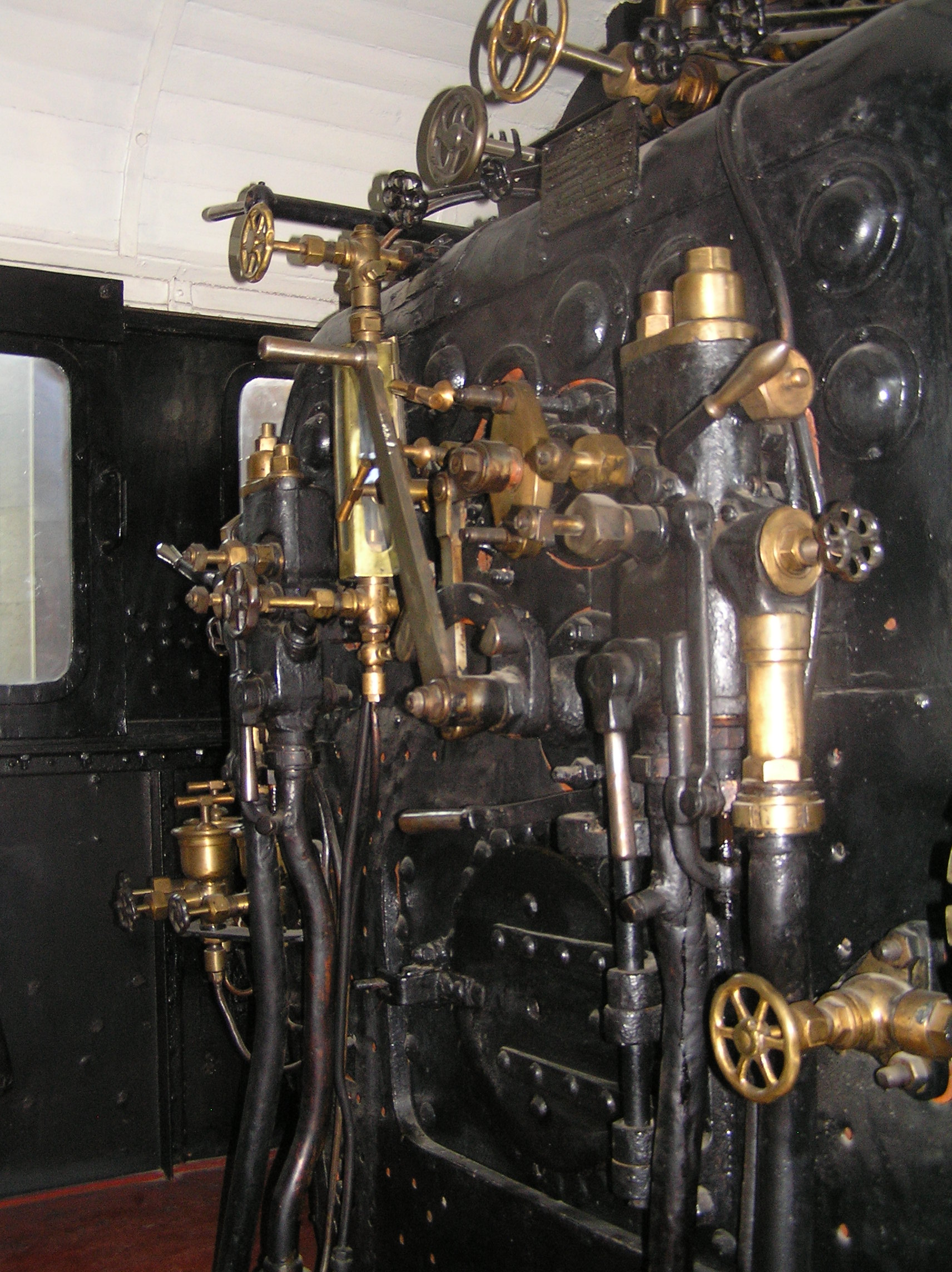
et sa locomotive U 127.
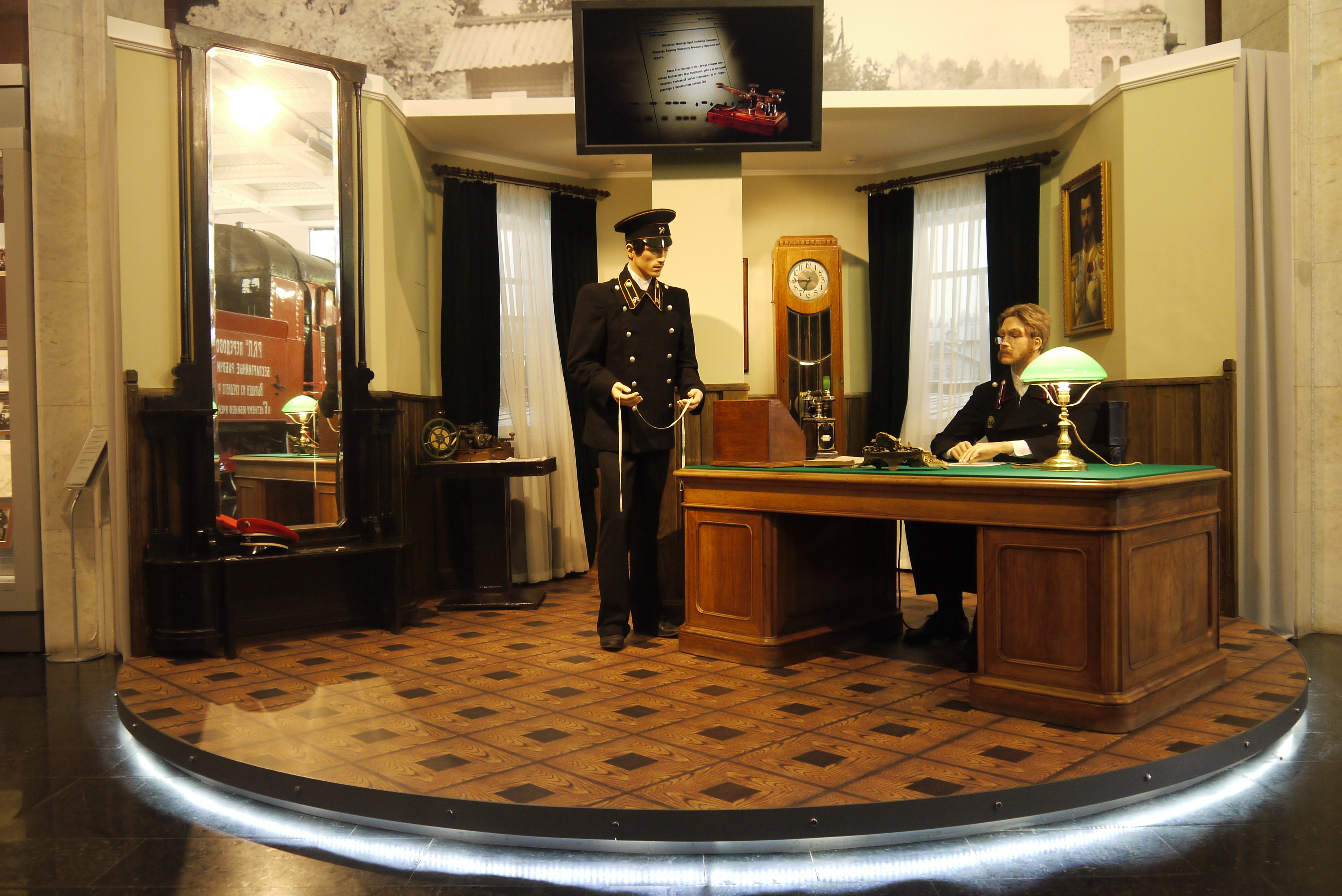
Guichet russe du XIXe siècle.
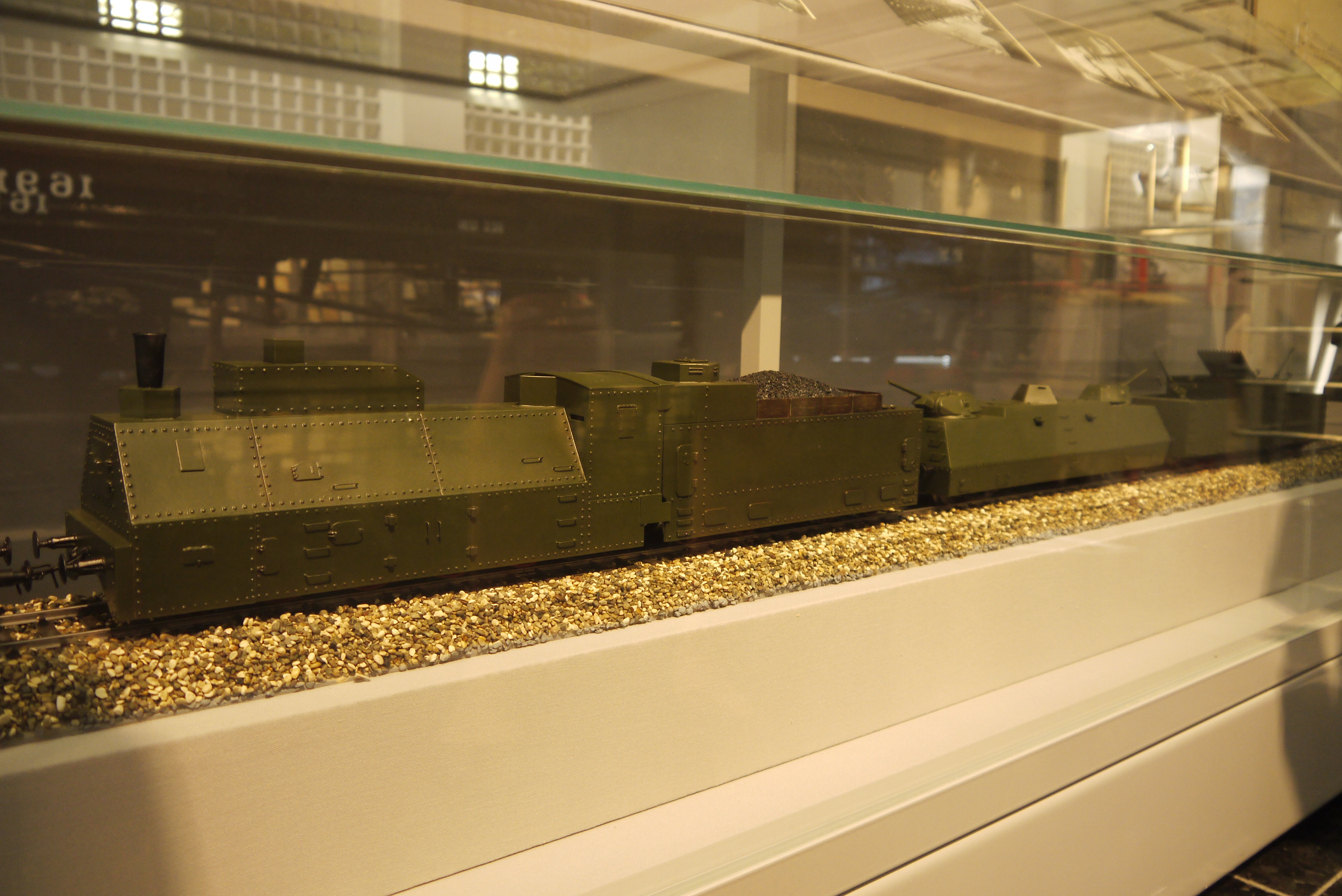
Maquette de train blindé de type O.
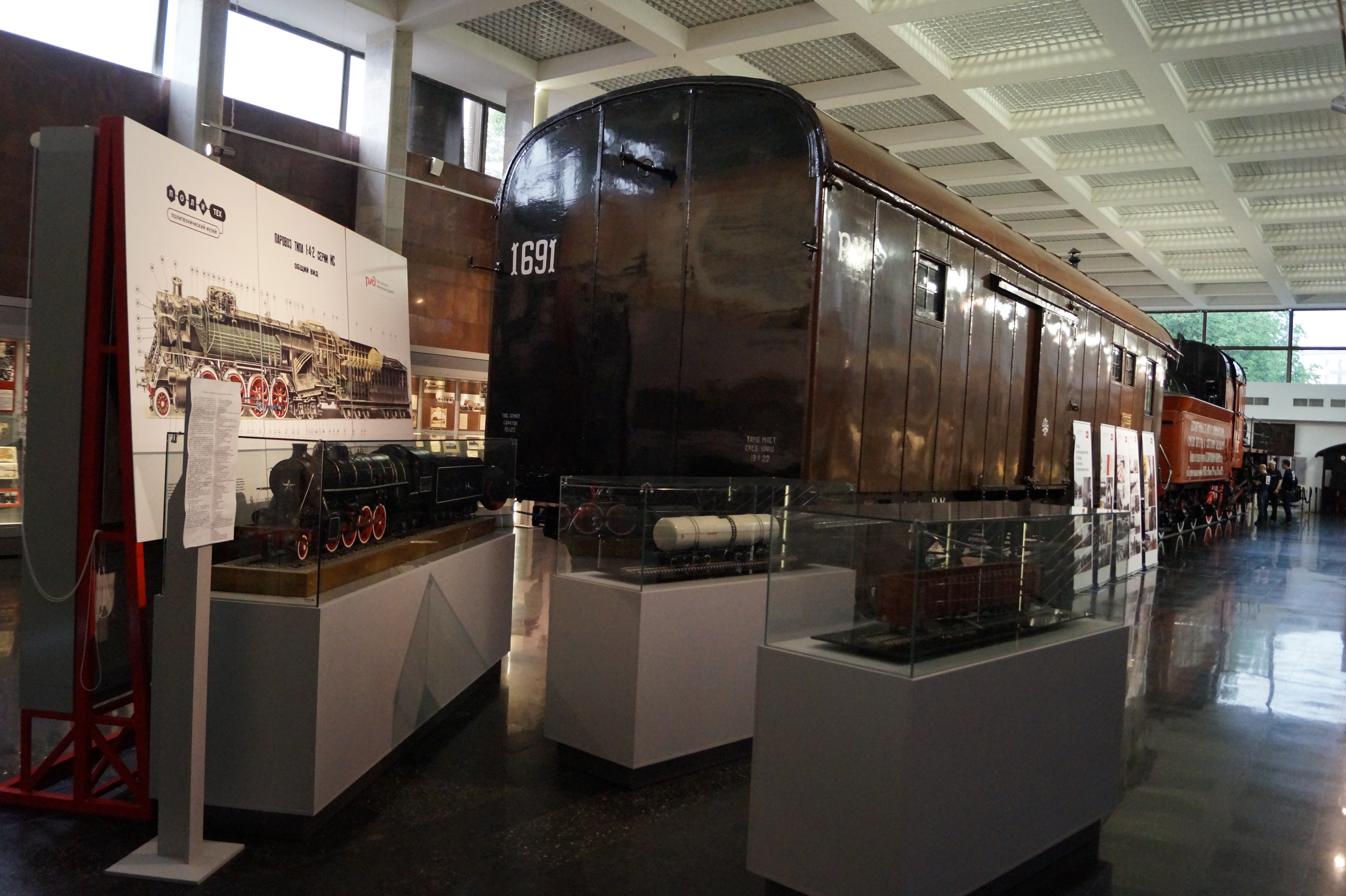
Rame pour bagages.
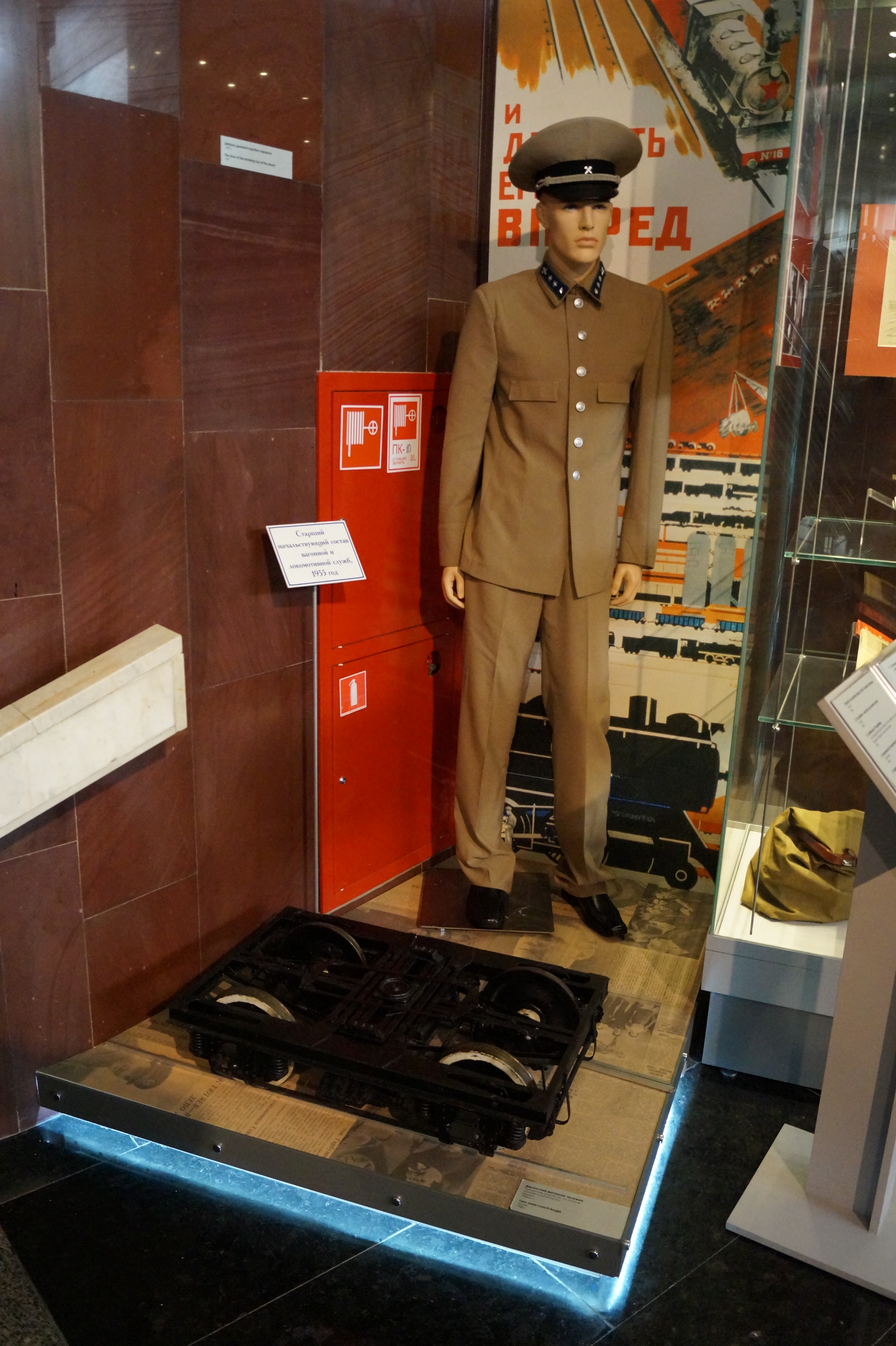
Uniforme du personnel.
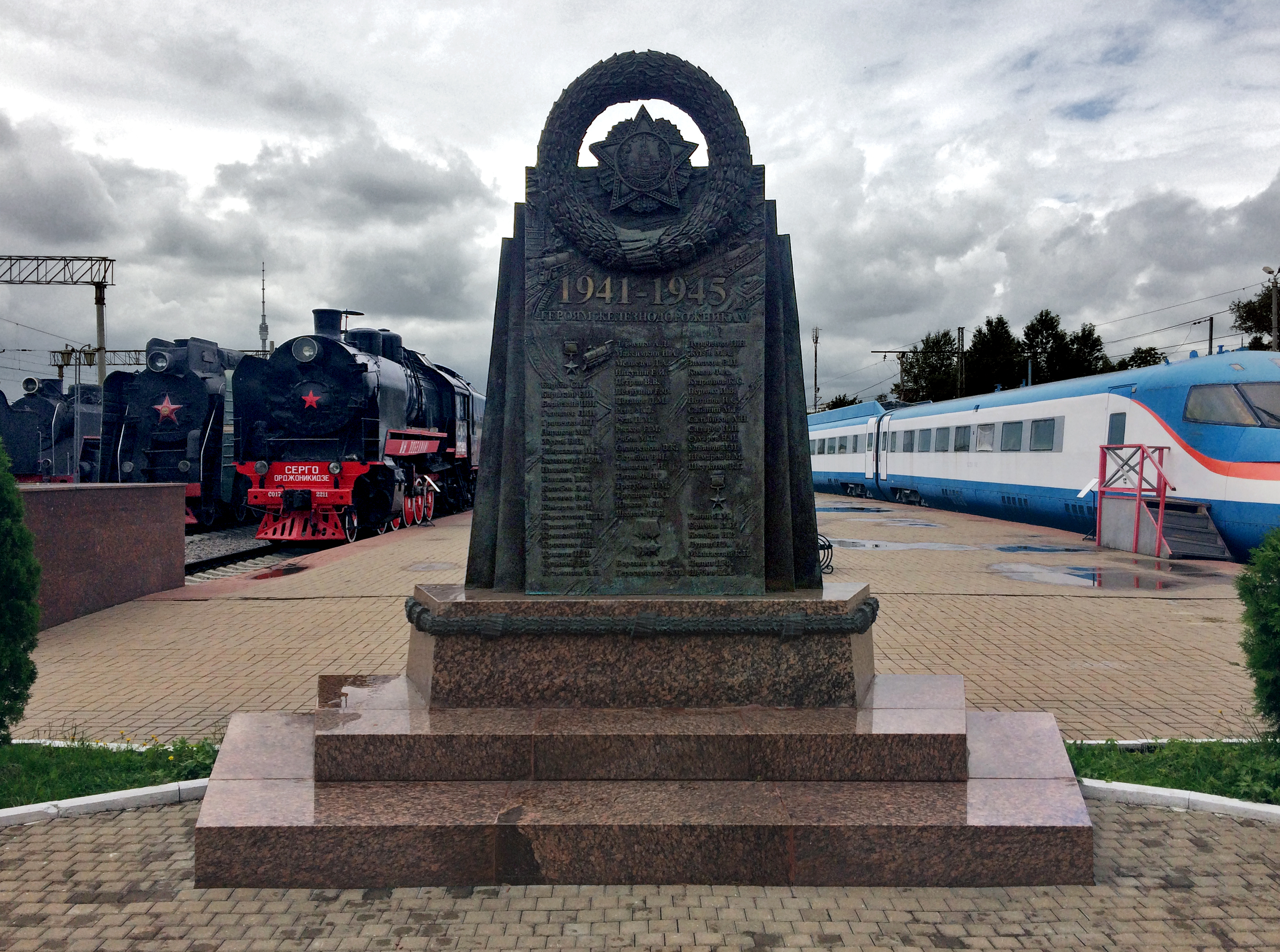
Monument aux membres du personnel mort à la guerre.